# 1998 WZ24
1998 WZ24, também escrito como 1998 WZ24, é um objeto transnetuniano (TNO) que está localizado no cinturão de Kuiper, uma região do Sistema Solar. Este corpo celeste é classificado como um plutino, pois, o mesmo está em uma ressonância orbital de 2:3 com o planeta Netuno. Ele possui uma magnitude absoluta (H) de 8,1 e, tem um diâmetro estimado com cerca de 106 km.

## Descoberta
1998 WZ24 foi descoberto no dia 18 de novembro de 1998 pelo astrônomo Marc W. Buie.

## Órbita
A órbita de 1998 WZ24 tem uma excentricidade de 0.180 e possui um semieixo maior de 39.485 UA. O seu periélio leva o mesmo a uma distância de 32.388 UA em relação ao Sol e seu afélio a 46.581.